# Unidad de Diálogo y Mantenimiento del Orden
La Unidad de Diálogo y Mantenimiento del Orden (UNDMO), ampliamente conocida por su anterior acrónimo Esmad (Escuadrón Móvil Antidisturbios), es la unidad encargada de la intervención y el control de disturbios y multitudes en Colombia. Está adscrita a la Policía Nacional de Colombia, bajo la Dirección de Seguridad Ciudadana (DISEC). Fue creada en 1999 con la misión de controlar alteraciones del orden público, con el objetivo de restablecer la seguridad y tranquilidad ciudadanas. Hace parte del Comando de Unidades Operativas Especiales y está integrada por personal especializado en la gestión de disturbios, multitudes, bloqueos y acompañamiento en desalojos de espacios públicos o privados, tanto en zonas urbanas como rurales del territorio nacional.
Desde su creación, ha sido objeto de numerosas críticas por el uso excesivo de la fuerza y de tácticas violentas en la disolución de protestas, lo que en varias ocasiones ha derivado en la muerte de civiles. Debido a estas denuncias, observadores de derechos humanos de las Naciones Unidas han solicitado una "profunda transformación" de esta unidad.

## Creación
Fue creado mediante Directiva Transitoria 0205 del 24 de febrero de 1999 de la Dirección General de la Policía, la cual organiza y estructura el escuadrón para solventar una coyuntura temporal. Posteriormente, mediante Resolución Número 01363 del 14 de abril del mismo año, el director general de la Policía formaliza el Escuadrón Móvil Antidisturbios durante el gobierno de Andrés Pastrana. El 17 de julio de 2007, en el gobierno de Álvaro Uribe, se aprueba la Resolución Número 02467 Por la cual se crea el distintivo del Curso de Control de Multitudes de los Escuadrones Móviles Antidisturbios de la Policía Nacional.

## Composición

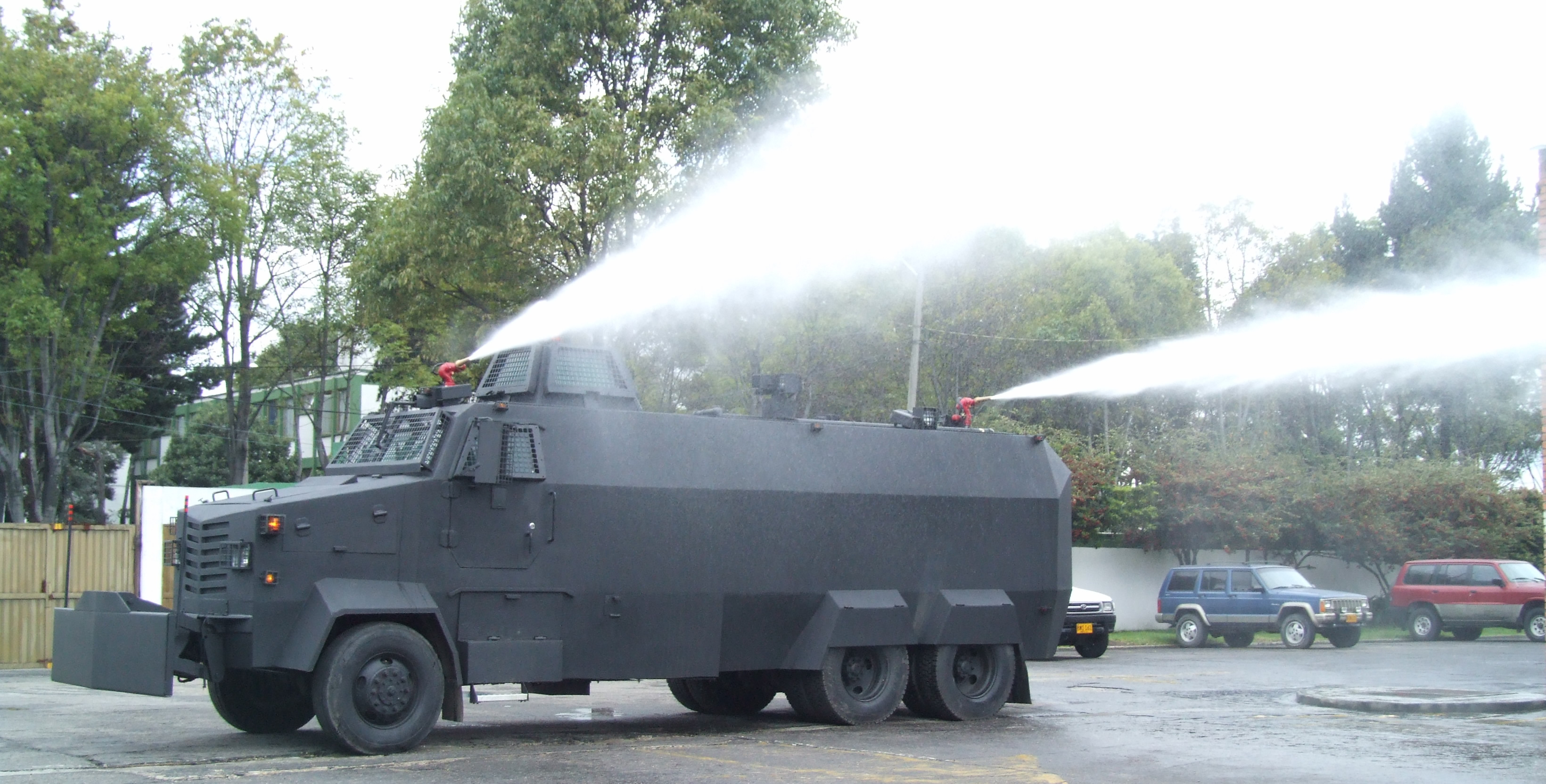
Tanqueta lanza-agua usada por el ESMAD, fabricada por ISBI. Tiene capacidad para 11 500 litros de agua y posee protección balística.

El ESMAD tiene presencia permanente en diecinueve ciudades del país, tres escuadrones en Bogotá, dos en Medellín y uno en cada una de las ciudades de Cali, Bucaramanga, Barranquilla, Pereira, Pasto, Popayán, Valledupar, Cartagena, Neiva, Yopal, Riohacha, Manizales, Cúcuta, Barrancabermeja, Palmira, Ibagué, Montería y Villavicencio; para un total de veintitrés Escuadrones Móviles Antidisturbios. Cada escuadrón opera dentro de su área de influencia. Su actuación es a nivel nacional, situados estratégicamente en las principales ciudades del país. Son unidades desconcentradas de la Dirección de Seguridad Ciudadana (DISEC), con dependencia operativa de los Comandos de Región.
La entidad está compuesta por 3.770 hombres y 106 mujeres: 556 de ellos son agentes antidisturbios. Cada escuadrón está compuesto por 5 oficiales, 8 suboficiales y 150 patrulleros; la unidad mínima de intervención está integrada por 1 oficial, 4 suboficiales, y 50 patrulleros.

## Equipamiento

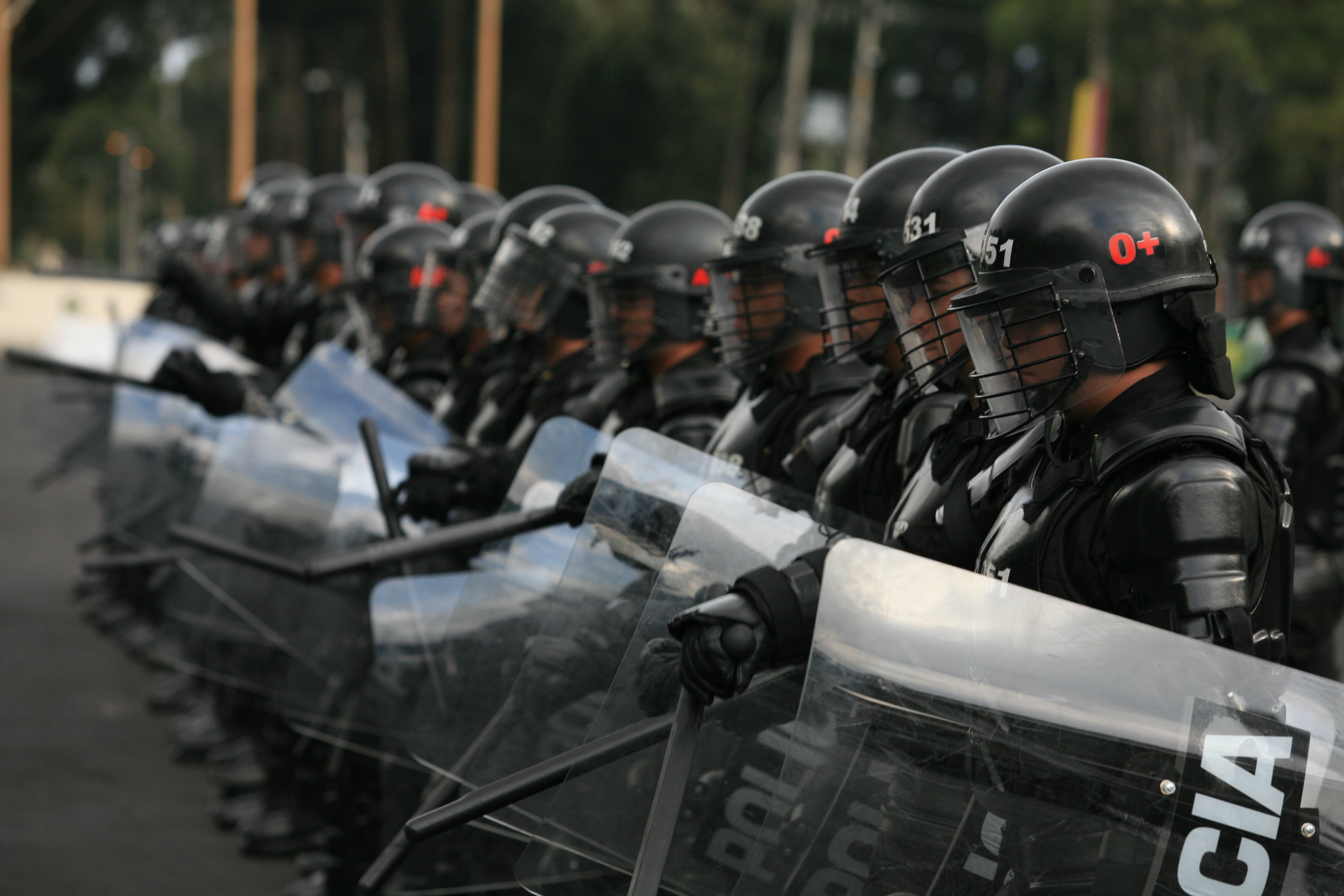
ESMAD con su equipo

Cuentan con un traje especial de protección (protector corporal), bastón tonfa, escudo antimotín (de policarbonato o metálico), en ocasiones armamento de gas lacrimógeno, bolas marcadoras y bombas aturdidoras y el apoyo de vehículos tipo tanquetas que disparan agua a presión. Tienen la potestad de hacer detenciones temporales de ciudadanos que sobrepasen la autoridad. Los eventos donde se nota más su presencia son las protestas estudiantiles en universidades, movilizaciones sociales, desalojos, operativos policiales y los partidos de fútbol profesional.

## Controversia y denuncias
La institución es motivo de polémica constante entre detractores y defensores, con una marcada división en la percepción e interpretación que se tiene de su labor y funcionamiento real. Sus opositores (con una fuerte presencia entre los defensores de derechos humanos) les acusan de hacer uso ilegítimo y abusivo de fuerza. Han sido denunciados por tortura, empalamientos, violaciones, uso de armas de fuego convencionales y no convencionales (como granadas dispersoras o recalzadas recargadas con objetos contundentes o filosos), e incluso el asesinato de algunos manifestantes, entre ellos el joven Nicolás David Neira Álvarez, 15 años de edad, que fue asesinado en el día del trabajo del 2005 a causa de golpes contundentes producidos por el ESMAD, por el cual el Juzgado 37 Administrativo de Bogotá impuso una millonaria condena al Estado Colombiano. En total se contabilizan hasta el momento 34 muertes a causa de las acciones del ESMAD, incluyendo a algunos menores de edad.
Tanto detractores como defensores desestiman mutuamente sus acusaciones y realizan argumentaciones basadas en testimonios y videos donde se registran tanto los excesos de fuerza del ESMAD como a los manifestantes realizando actos de vandalismo, como los sucedidos en 2013 durante el Paro Agrario en Colombia, el paro estudiantil de 2018 y la minga indígena de 2019, entre otros. A pesar de la gravedad de los hechos violentos, la mayoría no se denuncian por la dificultad en identificar a los agresores, obtener pruebas o porque no existen los mecanismos legales suficientes. Se han presentado casos donde los integrantes del ESMAD han sido heridos o resultado muertos durante las manifestaciones y procedimientos policiales.
Los medios de comunicación nacionales han hecho cubrimiento de la controversia que genera este cuerpo policial y las redes sociales (como Facebook y Twitter) son muy usados como canal para la denuncia de excesos por parte del ESMAD, así como sitios web privados donde se publican fotos y videos de los hechos.
Se han presentado demandas y denuncias públicas en contra de esta dependencia por el uso excesivo de la fuerza y violación a los derechos humanos, a la protesta social, agresiones a la prensa y a la autonomía universitaria. También ha recibido llamados de atención por parte de la Defensoría del Pueblo. Así mismo, se han realizado movilizaciones para exigir al gobierno su desmonte y también  se ha propuesto políticamente y por las víctimas de hechos relacionados con abusos por parte de este cuerpo.
En 2019 el Ministerio de Defensa, en cabeza del exministro Guillermo Botero, impulsó la creación de pelotones antidisturbios, que son unidades militares para “controlar multitudes, protestas sociales y apoyar a la policía cuando las situaciones se sobrepasen”. Los integrantes de estos pelotones son soldados que fueron entrenados para ser contraguerrilla. Ambos pelotones están funcionando en Bogotá a través de los batallones de Policía Militar número 13 y 15. Este hecho ha sido denunciado por varias organizaciones y movimientos sociales del país.
En el marco del Paro Nacional del 2019 se ha denunciado el uso desmedido de la fuerza por parte de esta unidad de la policía. Entre varios casos de abuso y violencia se presentó la muerte del estudiante de secundaria Dilan Cruz en Bogotá debido al disparo de un agente del ESMAD, la cual fue catalogada por el Instituto Nacional de Medicina Legal como de tipo "violenta - homicidio". Se encuentra de igual manera el registro en video cuando un agente del ESMAD ataca a una joven proporcionando una patada.
En el 2020 se denunció el abuso policial por parte de efectivos de la Policía Nacional y del ESMAD en las denominadas protestas del 9 de septiembre, las cuales se convocaron a raíz de la muerte del abogado Javier Ordóñez por parte de efectivos de la policía y que desembocaron en la masiva movilización de la ciudadanía a las calles y quema de los Centros de Atención Inmediata (CAI) de varias zonas de la ciudad. 

### Muertes atribuidas
Hasta noviembre de 2019 se denuncian 19 muertos por acciones del ESMAD desde su creación en 1999. El Manual 070 de autoprotección contra el Esmad publicado por la Universidad de Los Andes establece la cifra en 20 personas muertas, la Policía solicitó retirar este manual, lo cual fue negado. Según la ONG Temblores, eleva la cifra a más de 30. Actualmente existe desacuerdo sobre el número total de civiles que han fallecido como resultado de las tácticas utilizadas por este escuadrón. Algunas ONG reportan que el número ascendería a  59 casos que correponderían a homicidios culposos o dolosos toda vez que la fuerza está organizada bajo el principio de no letalidad y en teoría debería utilizar armas no letales.
| Víctimas fatales del ESMAD 1999 - 2019 | Víctimas fatales del ESMAD 1999 - 2019 | Víctimas fatales del ESMAD 1999 - 2019 | Víctimas fatales del ESMAD 1999 - 2019 |
| Número                                 | Nombre                                 | Fecha                                  | Ocupación                              |
| -------------------------------------- | -------------------------------------- | -------------------------------------- | -------------------------------------- |
| 1                                      | Mauricio Octavio Fonseca               | 1 de marzo de 2000                     | Habitante de la calle                  |
| 2                                      | Carlos Giovanni Blanco                 | 8 de noviembre de 2001                 | Estudiante                             |
| 3                                      | Jaime Alfonso Acosta                   | 21 de noviembre de 2002                | Estudiante                             |
| 4                                      | Harold Alandete Muñoz                  | 6 de febrero de 2005                   | Estudiante                             |
| 5                                      | Nicolás David Neira                    | 1 de mayo de 2005                      | Estudiante                             |
| 6                                      | Jhonny Silva Aranguren                 | 22 de septiembre de 2005               | Estudiante                             |
| 7                                      | Marco Antonio Soto                     | 10 de noviembre de 2005                | Indígena                               |
| 8                                      | Belisario Camayo Guetoto               | 10 de noviembre de 2005                | Indígena                               |
| 9                                      | Oscar Leonardo Salas                   | 10 de marzo de 2006                    | Estudiante                             |
| 10                                     | José Uldarico Gallego                  | 10 de marzo de 2006                    | Vendedor                               |
| 11                                     | Pedro Pascué Canas                     | 16 de mayo de 2006                     | Indígena                               |
| 12                                     | Herney Silva Yela                      | 19 de febrero de 2007                  | Campesino                              |
| 13                                     | Jesús Pérez                            | 19 de febrero de 2007                  | Campesino                              |
| 14                                     | Myriam Bainama Guatiqí                 | 26 de mayo de 2007                     | Bebé Indígena                          |
| 15                                     | Laurise Rivera Fontalvo                | 22 de noviembre de 2007                | Niña                                   |
| 16                                     | Alfonso Eljaick Eljach                 | 22 de noviembre de 2007                | Campesino                              |
| 17                                     | Tarquinas Valencia Ramos               | 12 de octubre de 2008                  | Indígena                               |
| 18                                     | Mariano Moreno Dizú                    | 12 de octubre de 2008                  | Indígena                               |
| 19                                     | Celestino Rivera                       | 12 de octubre de 2008                  | Indígena                               |
| 20                                     | César Hurtado Tróchez                  | 12 de octubre de 2008                  | Indígena                               |
| 21                                     | Nicolás Valencia Lemus                 | 13 de octubre de 2008                  | Indígena                               |
| 22                                     | Jesús Antonio Nene                     | 17 de octubre de 2008                  | Indígena                               |
| 23                                     | Elberto Ipia Ibito                     | 17 de octubre de 2008                  | Indígena                               |
| 24                                     | Edgar Bautista                         | 3 de marzo de 2010                     | Transportador                          |
| 25                                     | Edison Franco Jaime                    | 22 de junio de 2013                    | Campesino                              |
| 26                                     | Yoel Jácome Ortíz                      | 22 de junio de 2013                    | Campesino                              |
| 27                                     | Diomar Alfonso Quintero                | 22 de junio de 2013                    | Campesino                              |
| 28                                     | Hermides Jaime Téllez                  | 22 de junio de 2013                    | Campesino                              |
| 29                                     | Juan Carlos León                       | 26 de agosto de 2013                   | Líder Marcha Patriótica                |
| 30                                     | Víctor Alberto Triana                  | 27 de agosto de 2013                   | Campesino                              |
| 31                                     | Jeiner Mosquera                        | 29 de agosto de 2013                   | Campesino                              |
| 32                                     | Jhonny Velasco Galvis                  | 29 de agosto de 2013                   | Instalador de Drywall                  |
| 33                                     | Persona no identificada 1              | 5 de septiembre de 2013                | Campesino de Mercaderes, Cauca         |
| 34                                     | Persona no identificada 2              | 5 de septiembre de 2013                | Campesino de Mercaderes, Cauca         |
| 35                                     | Persona no identificada 3              | 5 de septiembre de 2013                | Campesino de Mercaderes, Cauca         |
| 36                                     | Persona no identificada 4              | 5 de septiembre de 2013                | Campesino de Mercaderes, Cauca         |
| 37                                     | Cristian Delgado Wilches               | 29 de agosto de 2013                   | Soldador                               |
| 38                                     | Arnoldo Muñoz                          | 18 de septiembre de 2014               | Líder Campesino                        |
| 39                                     | Guillermo Pavi Ramos                   | 11 de abril de 2015                    | Campesino                              |
| 40                                     | Persona no identificada 5              | 12 de abril de 2016                    | Disturbios en Villavicencio, Meta      |
| 41                                     | Miguel Ángel Barbosa                   | 21 de abril de 2016                    | Estudiante                             |
| 42                                     | Brayan Mancilla                        | 19 de mayo de 2016                     | Estudiante                             |
| 43                                     | Wellington Quibarecama                 | 30 de mayo de 2016                     | Campesino                              |
| 44                                     | Gersain Cerón Tombe                    | 2 de junio de 2016                     | Campesino                              |
| 45                                     | Marco Aurelio Díaz                     | 2 de junio de 2016                     | Campesino                              |
| 46                                     | Naimen Agustín Lara                    | 11 de julio de 2016                    | Campesino y Líder Afro                 |
| 47                                     | Camilo Córdoba                         | 11 de julio de 2016                    | Campesino                              |
| 48                                     | Luis Orlando Saíz                      | 12 de julio de 2016                    | Constructor                            |
| 49                                     | Daniel Felipe Basto                    | 9 de mayo de 2017                      | Indígena                               |
| 50                                     | María Efigenia Vásquez                 | 8 de octubre de 2017                   | Comunicadora Indígena                  |
| 51                                     | Christian Stefan González              | 25 de marzo de 2018                    | Hincha del América de Cali             |
| 52                                     | Juan José Mayorga                      | 25 de marzo de 2018                    | Hincha del América de Cali             |
| 53                                     | Iván Tróchez Casso                     | 25 de marzo de 2018                    | Hincha del América de Cali             |
| 54                                     | Persona sin identificar 6              | 25 de marzo de 2018                    | Hincha del América de Cali             |
| 55                                     | Fredy Julián Conda                     | 23 de agosto de 2018                   | Indígena                               |
| 56                                     | Deiner Ceferino Yunda                  | 2 de abril de 2019                     | Indígena                               |
| 57                                     | Jefersson Tróchez                      | 6 de junio de 2019                     | Indígena                               |
| 58                                     | Dylan Cruz Medina                      | 25 de noviembre de 2019                | Estudiante                             |
| 59                                     | Orlando Doria Álvarez                  | 1 de diciembre de 2019                 | Campesino                              |

### Presunta retención forzada o detención arbitraria
La Procuraduría General de la Nación, abrió una nueva investigación al ESMAD por abusos de policiales; entre estos, subir a la fuerza una joven a un vehículo Renault Logan de color gris sin que se conocieran mayores detalles del mismo, al igual que su pareja en otro vehículo; la joven se encontraba protestando en el marco del paro Nacional. Estas prácticas han sido calificadas por la Personería de Bogotá de "oscuras y de otra época".